# Ordem da República (Tuvá)
A Ordem da República (em russo:  Орден Республики) é uma condecoração da  República de Tuva.
Ela foi estabelecida em 1941 pelo governo da efêmera República Popular de Tuvá, em continuidade da Ordem do Mérito para a Revolução Nacional, criada em de 17 de março de 1935. Por esse motivo, normalmente as insígnias dessa ordem são divididas em duas categorias respectivas.

## História da criação
Um decreto do governo e do Conselho de Ministros da República Popular de Tuvá foi adotado em 15 de junho de 1932, estabelecendo o Regulamento Geral sobre as Ordens da República Popular de Tuvá. A decisão foi baseada na “Provisão Geral sobre as Ordens da URSS”, datada de 7 de maio de 1928.
O governo da República Popular de Tuvá pediu ao Presidium do Comitê Executivo Central da URSS que enviasse enviasse a Quizil 28 insígnias da Ordem do Estandarte Vermelho, para que fossem entregues aos “heróis tuvanos”, mas o lado soviético se recusou fazê-lo. A resposta do governo soviético tinha como base o fato de que apenas apenas aos governos da URSS era permitido atribuir essa condecoração, e recomendava ao governo tuvano criar suas próprias insígnias, que poderiam ser confeccionadas por instituições do governo soviético.

### Tipo I
Em 17 de março de 1935, o governo da República Popular de Tuvá apresentou um projeto de lei tratando da criação da Ordem do Mérito para a Revolução Nacional. Em junho de 1935, as últimas mudanças foram feitas no projeto, e, depois dele ter sido aprovado pelo Comitê Central do Partido Revolucionário Popular de Tuvá e pelo Presidium do Pequeno Khural dos Trabalhadores da República Popular de Tuvá, uma encomenda foi enviada para a Casa da Moeda soviética, em Leningrado.
Em 4 de junho de 1936, as primeiras vinte insígnias  foram enviadas para a embaixada da República Popular de Tuvá na URSS, e desde essa época ela ficou conhecida informalmente como a "Ordem da República".
A primeira cerimônia de atribuição dessa insígnia foi marcada para a celebração do 15º aniversário da fundação da República Popular de Tuvá. Em 31 de julho de 1935, foram premiadas sete pessoas "por méritos na luta contra os inimigos internos e externos do povo de Tuvá, por liderar grupos guerrilheiros, mobilizar as massas em torno do partido e governo da República Popular de Tuvá, por liderar a economia nacional e a construção cultural do país".

### Tipo II
Em 1940, com a aprovação de um novo emblema nacional da República Popular de Tuvá, decidiu-se mudar a aparência da Ordem do Mérito para a Revolução Nacional. Sua nova hierarquia e seu novo estatuto foram adotados pelo Presidium da República Popular de Tuvá em janeiro de 1943, mudando seu nome para Ordem da República.
Contudo, a entrega dessas novas insígnias começou antes mesmo de sua aprovação. No verão de 1941, a Casa da Moeda de Leningrado produziu, por ordem do governo da República Popular de Tuvá, 200 exemplares da Ordem da República.
A nova Ordem da República veio de fato a substituir a Ordem do Mérito para a Revolução Nacional. Os premiados com esta foram chamados a devolver suas antigas insígnias e receber novas em seu lugar, e as antigas insígnias não foram preservadas. A troca foi liderada pela esposa do Secretário Geral do Comitê Central de Tuvá, S. K. Toki, Khertek Anchimaa-Toka.
Insígnias da Ordem da República, com números de série, foram atribuídas aos associados mais próximos de Toki, e ele mesmo foi premiado duas vezes com a Ordem da República.
A primeira condecoração da Ordem da República data de 12 de agosto de 1941, e a última de 26 de setembro de 1944. No total, 17 decretos de concessão foram adotados pelo governo de Tuvá, segundo os quais 105 pessoas se tornaram membros da nova Ordem da República.
A Ordem da República também foi concedida a duas unidades militares.
Após a inclusão da República Popular de Tuvá na RSFSR como uma região autônoma, um decreto do Soviete Supremo da URSS de 16 de agosto de 1945 confirmou oficialmente a inclusão das Ordens de Tuvá e o direito de usá-las junto com as condecorações da URSS. Privilégios e benefícios apropriados foram estendidos aos membros da Ordem da República (com a exceção do direito de viajar livremente em ferrovias, devido à inexistência delas na República de Tuvá).
Existem pelo menos 30 exemplares da Ordem da República, do modelo de 1941, em museus e colecções particulares. As insígnias da ordem de 1936 são muito mais raras, mas existem peças preservadas. Isso se deve também ao fato de a liderança da República Popular de Tuvá ter decidido mandar derreter insígnias não-entregues. Contudo, quatro medalhas do tipo antigo foram entregues ao Museu de Arte de Toda a União da República Popular da China “pela história”. Em 1966, uma insígnia da Ordem da República de 1936, com o número de série 222, foi depositada no Museu Histórico do Estado da URSS.

## Titulares da Ordem da República
Lista parcial:
- Lavrenti Pavlovich Beria, Comissário do Povo para Assuntos Internos da URSS
- Gueorgui Konstantinovitch Júkov, líder militar soviético, e o mais galardoado oficial soviético.
- Josef Vissarionovitch Stalin, Presidente do Conselho dos Comissários do Povo da URSS